# Spectral Band Replication
Lo Spectral Band Replication o SBR è un algoritmo per la compressione audio digitale, in particolare per la compressione delle frequenze più alte. Su di esso si hanno poche informazioni, poiché le sue specifiche sono custodite dai detentori dei diritti: Thomson SA e Fraunhofer IIS. 
I pochi dati disponibili su questa tecnologia di compressione fanno comunque capire come avviene, a grandi linee, il risparmio di spazio occupato dal file, soprattutto relativamente alle alte frequenze. In pratica, la maggior parte delle informazioni relative ai suoni con frequenze maggiori di 7KHz non vengono scritte all'interno del file stesso, ma in fase di riproduzione della traccia audio vengono ricostruite quasi totalmente dal software che riproduce il suono sulla base delle frequenze più basse.
È usato nel formato di compressione audio Mp3PRO. 